# Вишків (Луцьк)
Ви́шків — житловий район у Луцьку. Розташований на півночі міста.
Зі своєї північної та західної сторони обмежений територіями приміських сіл Жидичин і Липляни та берегом річки Стир, зі східної — Ківерцівською вулицею.

## Історія
На місці сучасного Вишкова ще в давньоруський час над Стирем існувало поселення, що входило у передміську інфраструктуру Лучеська. Поруч пролягала дорога, що вела в містечко Жидичин – важливий релігійний осередок того часу. Колись село належало Луцькому Тринітарському монастирю, з 1545 року було у власності Івана Горностая, а пізніше ним володів Олександр Семашко.
У 1797 році у селі Вишкові було 41 двір, проживало 247 селян.
На початку минулого століття Вишків мав 66 дворів та 584 жителів. В радянський час село було у складі Ківерцівського району. У 1957 році його приєднали до Луцька. Неподалік від дороги на Вишків існувала польська колонія Лідавка. В період, коли ці землі відійшли до складу Луцька – у 1910 році – там було 11 дворів та жили 100 людей.

## Інфраструктура
Район переважно забудований приватними житловими будинками. Багатоповерхівки трапляються лише на Ківерцівській. Східна частина району має промисловий характер, на ній розташовані в основному адміністративні, складські приміщення, автостоянки.